# San Antonio (film, 1945)
Pour les articles homonymes, voir San Antonio (homonymie).
Pour plus de détails, voir Fiche technique et Distribution.
San Antonio est un film américain réalisé par David Butler, Robert Florey (non crédité) et Raoul Walsh (non crédité), sorti en 1945.

## Synopsis
Au Texas, en 1877, un homme poursuit un groupe de voleurs de bétails.

## Fiche technique
- Titre : San Antonio
- Réalisation : David Butler, Robert Florey (non crédité) et Raoul Walsh (non crédité)
- Scénario : W. R. Burnett et Alan Le May
- Production : Robert Buckner et Jack L. Warner
- Société de production : Warner Bros. Pictures
- Photographie : Bert Glennon
- Costumes : Milo Anderson
- Montage : Irene Morra
- Pays d'origine :  États-Unis
- Format : Couleurs - 1,37:1 - Mono
- Genre : Western, romance
- Langue : anglais
- Durée : 109 minutes
- Dates de sortie :
  - États-Unis : 28 décembre 1945 (première à New York), 29 décembre 1945 (sortie nationale)
  - Royaume-Uni : 1er juillet 1946
  - France : 19 décembre 1947

## Distribution
- Errol Flynn : Clay Hardin
- Alexis Smith : Jeanne Starr
- S. Z. Sakall : Sacha Bozic
- Victor Francen : Legare
- Florence Bates : Henrietta
- John Litel : Charlie Bell
- Paul Kelly : Roy Stuart
- Robert Shayne : Capitaine Morgan
- John Alvin : Pony Smith
- Monte Blue : Cleve Andrews
- Robert Barrat : Colonel Johnson
- Pedro de Cordoba : Ricardo Torreon
- Tom Tyler : Lafe McWilliams

Acteurs non crédités
- Si Jenks : Chef de station
- Fred Kelsey : Barman
- Merrill McCormick : Villageois
- Chris-Pin Martin : Hymie Rosas

## Autour du film
Robert Florey et Raoul Walsh ont participé à la réalisation du film sans être crédités au générique[réf. souhaitée].